# Silvana Navarro Jiménez
Silvana Guadalupe Navarro Jiménez es una Investigadora mexicana del Centro Universitario de Ciencias Exactas e Ingenierías (CUCEI) y del Instituto de Astronomía y Meteorología, ambos de la Universidad de Guadalajara. Es considerada por el Sistema Nacional de Investigadores (SIN), del CONACYT, como investigadora nivel I. Pertenece a la Red Mexicana de Ciencia, Tecnología y Género.

## Líneas de investigación
Nebulosas planetarias, inteligencia artificial aplicada a la astrofísica y clasificación estelar automatizada, sus líneas de investigación particulares son los procesos físicos y astrofísicos caef.
En su trabajo de tesis doctoral realizó “la implementación del método de extinción- distancia para determinar distancias a nebulosas planetarias, utilizando la clasificación espectral que realiza un sistema de redes neuronales artificiales.”

## Publicaciones
Es coautora de múltiples artículos como:
- ”Stellar longitudinal magnetic field determination through multi-Zeeman signatures” (2016)
- “Dark matter inside early-type galaxies as function of mass and redshift” (2016)
- ”Spitzer mid-infrared spectroscopic observations of planetary nebulae” (2016)
- ”Automatic spectral classification using artificial neural networks and their application to distance determination” (2013)
- ”Construction of training catalogue and automated classification of infrared spectra of galaxies, using non supervised neural networks” (2013)
- ”Jets in Symbiotic Stars, The R Aqr Case” (2013)
- ”Automatic spectral classification of stellar spectra with low signal-to-noise ratio using artificial neural networks” (2012)
- Co-escribió sobre los Grupos de Galaxias Compactas Shakhbazian en 2003, 2004, 2005 y 2010.
- “Detection of Circumstellar Dust Shells of some Distant B Type Stars” (1997)
- ”OB Stellar Associations in Crux I: Observations with the Glazar Space Telescope” (1996)
- ”Espectrofotometría de las estrellas simbióticas He2-417, He2-467 y He2-468” (1987)